# Năică și barza
Năică și barza este un film de scurt metraj românesc din 1966 regizat de Elisabeta Bostan. Rolurile principale au fost interpretate de copiii Bogdan Untaru și Alexandra Foamete.

## Distribuție
Distribuția filmului este alcătuită din:
- Bogdan Untaru — Năică, un băiețel de la țară care-și dorește un frățior
- Alexandra Foamete — Maricica, fetița vecină a lui Năică

### Dublaj de voce
- Silvia Chicoș — Năică[2]